# Eutanyacra consignata
Eutanyacra consignata är en stekelart som först beskrevs av Cresson 1867.  Eutanyacra consignata ingår i släktet Eutanyacra och familjen brokparasitsteklar. Inga underarter finns listade i Catalogue of Life.